# 일본 사커 리그
일본 사커 리그(일본어: 日本サッカーリーグ, Japan Soccer League)는 1965년에  일본 축구의 경기 수준 향상을 목적으로 출범한 사회인 축구 리그의 명칭이다.
약칭은 JSL. 일본에 있어서의 단체경기의 전국리그는 프로야구(1936년에 제1회 개최) 이래 31년 만의 신설로서, 아마추어를 대상으로 한 것은 이 리그가 일본에서 처음이다.
한편,  1990년 말 해당 리그 소속이었던 미쓰비시가 최순호 스카우트를 제의했지만 이회택 전 포철 감독으로부터 "친정에 돌아오면 받아주겠다"는 제의 아래 1991년 1월 11일 황영우와의 맞트레이드를 통해 포철 복귀를 했다.

## 같이 보기
- 분류:일본 사커 리그의 축구 선수

1. ↑  이종성 객원기자 (2010년 5월 26일). “한국에는 박지성이 일본에는 우라와가 있다”. 프레시안. 2024년 1월 7일에 확인함.
2. ↑  이홍렬 (1990년 12월 28일). “崔(최)순호, 트레이드 시장에”. 조선일보. 2024년 1월 8일에 확인함.
3. ↑  연합 (1991년 1월 11일). “崔淳鎬 3년만에 친정 포철복귀”. 연합뉴스. 2024년 1월 8일에 확인함.